# Nhóm ngôn ngữ Séc-Slovak
Tiếng Séc và tiếng Slovak tạo thành phân nhóm Séc-Slovak (hoặc Czech-Slovak) trong nhóm ngôn ngữ Slav Tây.
Hầu hết phương ngữ tiếng Séc và tiếng Slovak đều thông hiểu lẫn nhau, tạo thành một cụm phương ngữ (bao trùm các phương ngữ Moravia trung gian) chứ không phải là hai ngôn ngữ khác biệt rõ ràng; tuy vậy, dạng chuẩn của hai ngôn ngữ này dễ dàng phân biệt và dễ nhận biết. Do khác nhau về từ vựng, phép chính tả, cách phát âm, âm vị học, hậu tố và tiền tố, nên các phương ngữ tiếng Slovak khác nhau hơn và tạo thành một cụm phương ngữ rộng hơn với phân nhóm Lechite của Slav Tây, đáng chú ý nhất là tiếng Ba Lan.
Tên gọi "tiếng Tiệp Khắc" hầu hết được dành cho chuẩn viết chính thức nhằm thống nhất tiếng Séc và tiếng Slovak được tạo ra trong thế kỷ 19 (nhưng dựa trên tiếng Séc ở mức độ lớn hơn chứ không phải tiếng Slovak). 